# Лижні перегони на зимових Олімпійських іграх 2022 — естафета 4×10 км (чоловіки)
Змагання з лижних перегонів в естафеті 4×10 км серед чоловіків на зимових Олімпійських іграх 2022 відбулися 13 лютого в Національному лижному центрі в місті Чжанцзякоу (Китай).
Чинними олімпійськими чемпіонами були представники збірної Норвегії, срібну та бронзову медалі на Іграх-2018 здобули, відповідно, спортсмени Олімпійського комітету Росії та французи. Норвежці виграли єдину естафету, що відбулася в рамках Кубка світу 2021–2022, а Росія посіла 2-ге місце. Сезон проходив під знаком домінування норвежців і росіян, які разом посіли 35 місць на п'єдесталах пошани з 45-ти можливих. Збірна Норвегії виграла Чемпіонат світу 2021 року, а росіяни та французи вибороли, відповідно, срібну й бронзову нагороди.

## Результати
| Місце | Номер | Країна                                                                                       | Час               | Відставання |
| ----- | ----- | -------------------------------------------------------------------------------------------- | ----------------- | ----------- |
| 1     | 2     | Олімпійський комітет Росії Олексій Червоткін Олександр Большунов Денис Спіцов Сергій Устюгов | 1:54:50.7 30:14.7 | —           |
| 2     | 1     | Норвегія · Еміль Іверсен · Поль Гольберг · Ганс Крістер Голунд · Йоганнес Гесфлот Клебо      | 1:55:57.9 30:49.1 | +1:07.2     |
| 3     | 3     | Франція · Рішар Жув · Юго Лапалюс · Клеман Парісс · Моріс Маніфіка                           | 1:56:07.1 31:04.9 | +1:16.4     |
| 4     | 4     | Швеція · Оскар Свенссон · Вільям Поромаа · Єнс Бурман · Юган Геґґстрем                       | 1:57:00.4 31:16.0 | +2:09.7     |
| 5     | 7     | Німеччина · Янош Бруґґер · Фрідріх Мох · Флоріан Ноц · Лукас Беґль                           | 30:38.2           | +2:55.8     |
| 6     | 6     | Фінляндія · Рістоматті Хакола · Ійво Нісканен · Пертту Хівярінен · Йоні Мякі                 | 32:02.2           | +4:37.9     |
| 7     | 5     | Швейцарія · Даріо Колонья · Йонас Бауманн · Кандіде Пралонг · Роман Фюрґер                   | 31:12.1           | +5:22.6     |
| 8     | 14    | Італія · Федеріко Пеллегріно · Франческо де Фабіані · Джандоменіко Сальвадорі · Давіде Грац  | 30:38.8           | +5:25.9     |
| 9     | 8     | США · Люк Джеґер · Скотт Паттерсон · Ґус Шумахер · Кевін Болджер                             | 32:53.7           | +8:05.6     |
| 10    | 9     | Японія · Рьо Хіросе · Хіроюкі Міядзава · Наото Баба · Харукі Ямасіта                         | 31:13.0           | +8:10.8     |
| 11    | 10    | Канада · Ґрем Річі · Антуан Сір · Олів'є Левеє · Ремі Дроле                                  | 32:57.3           | +9:10.4     |
| 12    | 11    | Чехія · Адам Феллнер · Міхал Новак · Петр Кноп · Ян Пехоушек                                 | 31:48.8           | +10:07.1    |
| 13    | 13    | Китай · Шан Цзіньцай · Лю Жуншен · Ван Цян · Чень Дегень                                     | 32:26.3           | +TBD        |
| 14    | 15    | Словенія · Міха Шименць · Миха Личеф · Вілі Чрв · Янез Лампич                                | 31:11.5           | +TBD        |
| 15    | 12    | Естонія · Марко Кільп · Алвар Йоганнес Алев · Мартін Хімма · Хенрі Рос                       | 34:09.6           | +TBD        |